# Episodi di ABC Afterschool Specials (prima stagione)
La prima stagione della serie televisiva ABC Afterschool Specials è stata trasmessa in anteprima negli Stati Uniti d'America dalla ABC dal 4 ottobre 1972 al 4 aprile 1973.
In Italia la serie è inedita.
| nº | Titolo originale                                           | Titolo italiano | Prima TV USA    | Prima TV Italia |
| -- | ---------------------------------------------------------- | --------------- | --------------- | --------------- |
| 1  | Last of the Curlews                                        |                 | 4 ottobre 1972  |                 |
| 2  | Follow the North Star                                      |                 | 1 novembre 1972 |                 |
| 3  | Santiago's Ark                                             |                 | 6 dicembre 1972 |                 |
| 4  | William: The Life, Works, and Times of William Shakespeare |                 | 3 gennaio 1973  |                 |
| 5  | The Incredible, Indelible, Magical Physical, Mystery Trip  |                 | 7 febbraio 1973 |                 |
| 6  | Alexander                                                  |                 | 4 aprile 1973   |                 |